# Крајње угрожена врста
Крајње угрожена врста је, према црвеној листи IUCN, врста којој пријети изумирање. Од 18. новембра 2016. године, 4749 врста је класификовано као врсте које су на ивици потпуног изумирања, укључујући 2427 врста животиња, 4 врсте гљива, 2314 врста биљака и 4 врсте хромиста. Од 2020. године, 7762 врсте су класификоване у ову категорију, укључујући 4337 врста биљака, 3395 врста животиња, 30 врста гљива и протиста. 
Закључно са 2021. годином, постоји 6.811 врста за које се сматра да су крајње угрожене. Од децембра 2023. године, од 157.190 врста које су тренутно на Црвеној листи ИУЦН-а, 9.760 од њих је наведено као критично угрожено, при чему је 1.302 могуће изумрло, а 67 је могуће изумрло у дивљини.
Црвена листа ИУЦН-а пружа јавности информације о статусу очувања животиња, гљива и биљних врста. Ова листа садржи попис различитих врста у седам различитих категорија очувања које се заснивају на опсегу станишта, величини популације, станишту, пријетњама итд. Свака категорија представља другачији ниво глобалног ризика од изумирања. Врсте за које се сматра да су критично угрожене сврстане су у категорију "угрожене".
Пошто Црвена листа ИУЦН-а не сматра да је врста изумрла док се не спроведу опсежна циљана истраживања, врсте које су можда изумрле и даље су наведене као критично угрожене. ИУЦН одржава листу "могуће изумрлих" и"евентуално изумрлих у дивљини" врста, по узору на категорије које користи BirdLife International за категоризацију ових таксона. 

## Критеријуми
Да би била дефинисана као критично угрожена на Црвеној листи, врста мора да испуњава било који од сљедећих критеријума (А-Е) ("3G/10Y" означава три генерације или десет година - шта год је дуже - током максимално 100 година; "МИ" означава зреле појединце):
А: Смањење величине становништва
1. Стопа смањења се мјери или током 10 година или преко три различите генерације унутар те врсте.
2. Узрок овог пада такође мора бити познат.
3. Ако се разлози за смањење становништва више не јављају и могу се преокренути, становништво мора бити смањено за најмање 90%
4. Ако не, онда становништво мора бити смањено за најмање 80%

Б: Смањење у географском опсегу
1. Ово смањење мора да се деси на мање од 100 km2 ИЛИ површина попуњености је мања од 10 km2.
  1. Озбиљна фрагментација станишта или постојећа на само једној локацији.
  2. Пад у обиму појављивања, заузимање површина, површина/ обим/ квалитет станишта, број локација/ субпопулација, или количина МИ.
  3. Екстремне флуктуације у обиму појављивања, подручју попуњености, броју локација/ субпопулација или количини МИ.

В: Пад популације
1. Популација мора опадати на мање од 250 МИ и или:
  1. Пад од 25% у односу на 3G/10I
  2. Екстремне флуктуације, или преко 90% МИ у једној субпопулацији, или не више од 50 МИ у било којој субпопулацији.

Г: Смањење величине популације
1. Величина популације мора бити смањена на број мањи од 50 МИ.

Д: Вјероватноћа изумирања
1. Мора постојати најмање 50% вјероватноће да ће изумријети у дивљини у року од преко 3G/10I

## Узроци
Тренутна криза изумирања је свједок стопе изумирања које се јављају брже од природне стопе изумирања. У великој мјери је заслужан за људски утицај на климатске промене и губитак биодиверзитета. То је заједно са природним силама које могу створити стрес на врсти или довести до изумирања животињске популације.
Тренутно је највећи разлог за изумирање врста људска интеракција која резултира губитком станишта. Врсте се ослањају на своје станиште за ресурсе потребне за њихов опстанак. Ако станиште буде уништено, доћиће до пада популације која је насељава. Активности које узрокују губитак станишта укључују загађење, урбанизацију и пољопривреду. Други разлог за биљке и животиње да постану угрожене је због увођења инвазивних врста. Инвазивне врсте нападају и експлоатишу ново станиште за своје природне ресурсе као метод да надмаше домаће организме, на крају преузимајући станиште. То може довести до изумирања аутохтоних врста или до тога да постану угрожене, што такође на крају узрокује изумирање. Биљке и животиње такође могу изумријети због болести. Увођење болести у ново станиште може довести до ширења међу аутохтоним врстама.

## Примјери угрожених врста

### Водоземци
- Ambystoma mexicanum (Аксолотл)
- Andrias davidianus (Кинески џиновски даждевњак)
- Atelopus carbonerensis (ranita amarilla de la carbonera)
- Atelopus cruciger (Ранчо Гранде Харлекин жаба)
- Atelopus mucubajiensis (Муцубајина харлекин крастача)
- Atelopus oxyrhynchus (Харлекин од Мериде)
- Atelopus zeteki (Златна жаба из Панаме)
- Calotriton arnoldi (Њут од Монтесења)
- Eleutherodactylus eneidae (Eleutherodactylus eneidae)
- Pleurodema somuncurense (жаба из Сомункура)
- Phyllomedusa ayeaye (Мрежаста дрвена жаба)

- Andrias davidianus
- Ambystoma mexicanum
- Atelopus zeteki

### Птице
- Gymnogyps californianus
- Sarcogyps calvus
- Anodorhynchus glaucus
- Strigops habroptilus
- Palmeria dolei

### Сисари
- Acinonyx jubatus venaticus (Азијски или ирански гепард)
- Aproteles bulmerae (Булмеров воћни шишмиш)
- Bunolagus monticularis (Јужноафрички речни зец)
- Camelus ferus (Дивља бактријска камила)
- Canis rufus (Црвени вук)
- Diceros bicornis (Црни носорог)
- Rhinoceros sondaicus (Јавански носорог)
- Gorilla beringei (Оријентални горила)
- Gorilla gorilla (Западна горила)
- Macaca nigra (Целебешки ћубасти макаки)
- Lasiorhinus krefftii (Северни длакавоноси вомбат)
- Nanger dama (Сахарска газела)
- Panthera pardus nimr (Арабијски леопард)
- Panthera pardus orientalis (Сибирски леопард или амурски леопард)
- Panthera tigris sumatrae (Суматрански тигар)
- Phocoena sinus (Калифорнијска морска свиња или вакита)
- Pongo pygmaeus (Орангутан са Борнеа)
- Pteropus molossinus (Каролина летећи фокс)
- Saiga tatarica (Сајга (антилопа))
- Addax nasomaculatus (Адакс или адакс антилопа)
- Sapajus xanthosternos (Жутогруди капуцин)
- Sus cebifrons (дивља свиња из Висаyаса)
- Manis pentadactyla (Кинески љускавац)

- Canis rufus
- Gorilla beringei
- Macaca nigra
- Saiga
- Diceros bicornis

### Рибе
- Acipenser sturio (Acipenser sturio)
- Anguilla anguilla (Европска јегуља)
- Dipturus batis (Dipturus batis)
- Glyphis gangeticus (Glyphis gangeticus)
- Latimeria chalumnae (Афричка латимерија или афрички целакант )
- Oncorhynchus apache (Oncorhynchus apache)
- Pangasianodon gigas (Pangasianodon gigas)
- Pangasius sanitwongsei (Pangasius sanitwongsei)
- Salmo carpio (Salmo carpio)
- Thunnus maccoyii (Јужна туна плавоперка или туна јужних мора)
- Totoaba macdonaldi (Totoaba macdonaldi)
- Valencia hispanica (Valencia hispanica)

- Acipenser sturio
- Latimeria chalumnae
- Thunnus maccoyii

### Гмизавци
- Alligator sinensis (Кинески алигатор)
- Apalone ater (Apalone ater)
- Anolis gorgonae (Anolis gorgonae)
- Brachylophus vitiensis (Фиџијска крестаста игуана)
- Crocodylus intermedius (Ориночки крокодил)
- Cuora trifasciata (Cuora trifasciata)
- Cyclura ricordi (Cyclura ricordi)
- Eretmochelys imbricata (Eretmochelys imbricata)
- Gallotia auaritae (Gallotia auaritae)
- Heloderma charlesbogerti (Heloderma charlesbogerti)
- Lepidochelys kempii (Кемпова морска корњача)
- Rafetus swinhoei (Rafetus swinhoei)

- Alligator sinensis
- Crocodylus intermedius
- Testudo kleinmanni
- Eretmochelys imbricata